# Lijst van nummer 1-hits in de Vlaamse Ultratop 50 in 2013
De volgende hits stonden in 2013 op nummer 1 in de Vlaamse Ultratop 50.
| Nummer | Datum        | Artiest                                                                              | Titel             |
| ------ | ------------ | ------------------------------------------------------------------------------------ | ----------------- |
| 228    | 5 januari    | will.i.am & Britney Spears                                                           | Scream & shout    |
|        | 12 januari   | will.i.am & Britney Spears                                                           | Scream & shout    |
|        | 19 januari   | will.i.am & Britney Spears                                                           | Scream & shout    |
|        | 26 januari   | will.i.am & Britney Spears                                                           | Scream & shout    |
|        | 2 februari   | will.i.am & Britney Spears                                                           | Scream & shout    |
|        | 9 februari   | will.i.am & Britney Spears                                                           | Scream & shout    |
| 229    | 16 februari  | Macklemore, Ryan Lewis & Wanz                                                        | Thrift shop       |
|        | 23 februari  | Macklemore, Ryan Lewis & Wanz                                                        | Thrift shop       |
|        | 2 maart      | Macklemore, Ryan Lewis & Wanz                                                        | Thrift shop       |
|        | 9 maart      | Macklemore, Ryan Lewis & Wanz                                                        | Thrift shop       |
|        | 16 maart     | Macklemore, Ryan Lewis & Wanz                                                        | Thrift shop       |
|        | 23 maart     | Macklemore, Ryan Lewis & Wanz                                                        | Thrift shop       |
|        | 30 maart     | Macklemore, Ryan Lewis & Wanz                                                        | Thrift shop       |
| 230    | 6 april      | Tom Odell                                                                            | Another love      |
|        | 13 april     | Tom Odell                                                                            | Another love      |
| 229    | 20 april     | Macklemore, Ryan Lewis & Wanz                                                        | Thrift shop       |
| 231    | 27 april     | Daft Punk & Pharrell Williams                                                        | Get lucky         |
|        | 4 mei        | Daft Punk & Pharrell Williams                                                        | Get lucky         |
|        | 11 mei       | Daft Punk & Pharrell Williams                                                        | Get lucky         |
|        | 18 mei       | Daft Punk & Pharrell Williams                                                        | Get lucky         |
|        | 25 mei       | Daft Punk & Pharrell Williams                                                        | Get lucky         |
|        | 1 juni       | Daft Punk & Pharrell Williams                                                        | Get lucky         |
| 232    | 8 juni       | Maaike Ouboter                                                                       | Dat ik je mis     |
| 233    | 15 juni      | Robin Thicke, T.I. & Pharrell                                                        | Blurred lines     |
|        | 22 juni      | Robin Thicke, T.I. & Pharrell                                                        | Blurred lines     |
|        | 29 juni      | Robin Thicke, T.I. & Pharrell                                                        | Blurred lines     |
| 234    | 6 juli       | Stromae                                                                              | Formidable        |
| 235    | 13 juli      | Avicii                                                                               | Wake me up        |
|        | 20 juli      | Avicii                                                                               | Wake me up        |
|        | 27 juli      | Avicii                                                                               | Wake me up        |
|        | 3 augustus   | Avicii                                                                               | Wake me up        |
|        | 10 augustus  | Avicii                                                                               | Wake me up        |
| 236    | 17 augustus  | Martin Garrix                                                                        | Animals           |
|        | 24 augustus  | Martin Garrix                                                                        | Animals           |
|        | 31 augustus  | Martin Garrix                                                                        | Animals           |
|        | 7 september  | Martin Garrix                                                                        | Animals           |
|        | 14 september | Martin Garrix                                                                        | Animals           |
|        | 21 september | Martin Garrix                                                                        | Animals           |
|        | 28 september | Martin Garrix                                                                        | Animals           |
|        | 5 oktober    | Martin Garrix                                                                        | Animals           |
| 237    | 12 oktober   | Clouseau                                                                             | Vliegtuig         |
| 236    | 19 oktober   | Martin Garrix                                                                        | Animals           |
| 238    | 26 oktober   | Jason Derulo & 2 Chainz                                                              | Talk dirty        |
| 239    | 2 november   | DVBBS & Borgeous                                                                     | Tsunami           |
| 240    | 9 november   | Lorde                                                                                | Royals            |
|        | 16 november  | Lorde                                                                                | Royals            |
|        | 23 november  | Lorde                                                                                | Royals            |
|        | 30 november  | Lorde                                                                                | Royals            |
|        | 7 december   | Lorde                                                                                | Royals            |
| 241    | 14 december  | Marco Borsato, Jada Borsato, Willem Frederiks, Lange Frans, Day Ewbank & John Ewbank | Samen voor altijd |
|        | 21 december  | Marco Borsato, Jada Borsato, Willem Frederiks, Lange Frans, Day Ewbank & John Ewbank | Samen voor altijd |
|        | 28 december  | Marco Borsato, Jada Borsato, Willem Frederiks, Lange Frans, Day Ewbank & John Ewbank | Samen voor altijd |